# Boeing 377 Stratocruiser

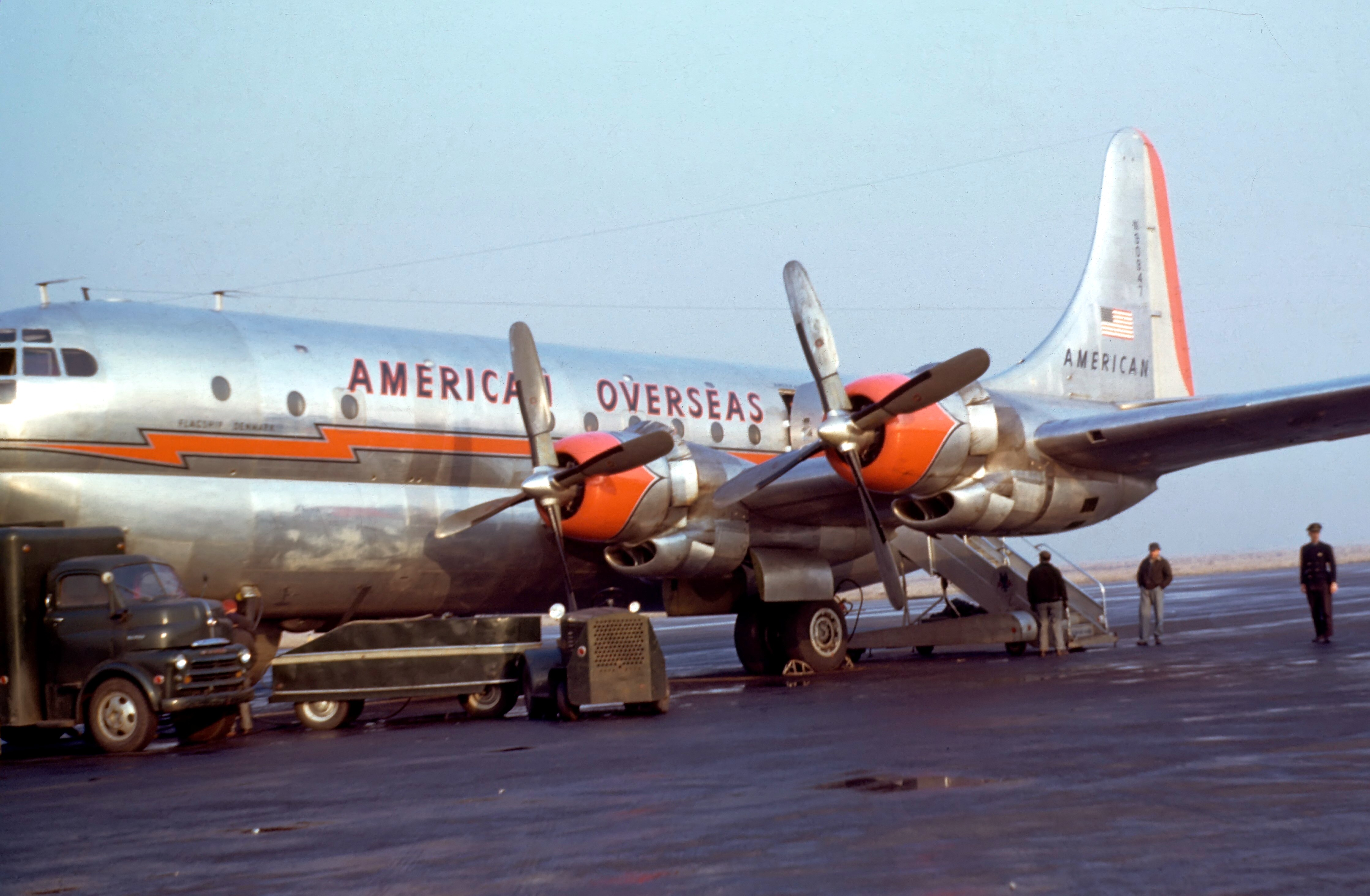
American Overseas "Flagship Denmark" Boeing 377 Stratocruiser

Boeing 377 Stratocruiser là phiên bản máy bay dân dụng của chiếc Boeing Stratofreighter, chiếc lần lượt trở thành phiên bản máy bay vận tải của chiếc B-50 Superfortress. Chiếc 377 bay lần đầu vào ngày 8 tháng 7 năm 1947.
Bất chấp những thiếu sót trầm trọng trong thiết kế và hồ sơ về dịch vụ không có lợi, chiếc Stratocruiser là một trong những máy bay cánh quạt thời hậu chiến vĩ đại nhất. Vì nó vô cùng phức tạp và đắt đỏ, chỉ có 56 chiếc được lắp ráp. Chiếc 377 tiếp tục trong dịch vụ chính cho tới năm 1960, sau đó nó đã trở nên lỗi thời bởi việc xuất hiện của chiếc 707 và máy bay phản lực thế hệ thứ nhất. Chiếc 377 là máy bay chủ đạo của Pan Am và đội bay của BOAC từ lúc chuyển giao máy bay vào năm 1949 cho tới khi chiếc 707 và de Havilland Comet xuất hiện lần lượt từ nhà máy sản xuất máy bay. Chiếc 377 là một trong số ít máy bay với sự sắp xếp chỗ ngồi ở hai tầng (một chiếc khác của Pháp là Breguet Deux Ponts) cho tới chiếc 747, tuy nhiên một số hãng hàng không có khoang dưới ở chiếc L-1011 Tristar của họ.

## Hãng hàng không
- American Overseas Airlines - Mỹ
- British Overseas Airways Corporation - Vương quốc Anh
- Scandinavian Airlines System - Hợp đồng bị hủy bỏ, máy bay được chuyển giao cho BOAC
- Israeli Air Force - Israel
- Línea Internacional Aérea - Ecuador
- Northwest Airlines - Mỹ
- Pan American World Airways - Mỹ
- Rutas Aéreas Nacionales SA - Venezuela
- Transocean Air Lines - Mỹ
- United Airlines - Mỹ

## Hồ sơ an toàn
Loại máy bay này trải qua 13 tai nạn từ năm 1951 đến năm 1970 với tổng cộng 140 tử vong. Tai nạn thảm khốc nhất xảy ra vào ngày 29 tháng 4 năm 1952 khi động cơ thứ hai và cánh quạt bị tách rời ra từ Pan Am Flight 202 làm cho máy bay rơi ở trong rừng gần Carolina, Brazil, làm tất cả 41 hành khách và 9 nhân viên tổ lái thiệt mạng.